# Lamar Alexander
Andrew Lamar Alexander, Jr. (Maryville, Tennessee; 3 de julio de 1940) es un abogado y político estadounidense jubilado que se desempeñó como senador de los Estados Unidos por Tennessee de 2003 a 2021. Miembro del Partido Republicano, también fue el 45.º gobernador de Tennessee de 1979 a 1987 y como el 5.º secretario de Educación de los Estados Unidos desde 1991 hasta 1993, donde colaboró en la implementación de Educación 2000.
Alexander se desempeñó como presidente de la Universidad de Tennessee desde 1988 hasta 1991, cuando aceptó un nombramiento como Secretario de Educación bajo la presidencia de George H. W. Bush. Alexander buscó la nominación presidencial en las primarias republicanas de 1996, pero se retiró antes de las primarias del Súper Martes. Volvió a buscar la nominación en las primarias republicanas de 2000, pero se retiró después de una mala actuación en la Iowa Straw Poll.

## Biografía
Alexander obtuvo su B.A. en la Universidad Vanderbilt en 1962 y en la New York University School of Law en 1965. Se desempeñó en el ámbito judicial en la década de 1960.
Afiliado al Partido Republicano de Estados Unidos, fue gobernador del Estado de Tennessee (1979-1987), secretario de Educación del presidente George H. W. Bush (1991-1993) y precandidato a la Presidencia en las elecciones primarias de 1996 y 2000. Desde 2003, es senador de los Estados Unidos por Tennessee.